# Macroeme sobrina
Macroeme sobrina är en skalbaggsart som först beskrevs av Pierre Émile Gounelle 1909.  Macroeme sobrina ingår i släktet Macroeme och familjen långhorningar. Inga underarter finns listade i Catalogue of Life.